# Gare de Mont-Louis - La Cabanasse
La gare de Mont-Louis - La Cabanasse est une gare ferroviaire française de la ligne de Cerdagne (voie métrique), située sur le territoire de la commune de La Cabanasse, à proximité de Mont-Louis, dans le département des Pyrénées-Orientales en région Occitanie.
Elle est mise en service en 1910 par la Compagnie des chemins de fer du Midi et du Canal latéral à la Garonne. 
C'est une gare de la Société nationale des chemins de fer français (SNCF) desservie par le Train Jaune, train TER Occitanie spécifique pour la ligne de Cerdagne.

## Situation ferroviaire
Établie à 1 512 mètres d'altitude, la gare de Mont-Louis - La Cabanasse est située au point kilométrique (PK) 27,871 de la ligne de Cerdagne (voie métrique), entre les gares de Planès et de Bolquère - Eyne. 
Disposant de plusieurs voies en gare, elle permet le croisement ou le dépassement des trains circulant sur cette ligne à voie unique.

## Histoire
La station de Montlouis-La Cabanasse est mise en service le 18 juillet 1910 par la Compagnie des chemins de fer du Midi et du Canal latéral à la Garonne, lorsqu'elle ouvre à l'exploitation la section de Villefranche à Mont-Louis,. 
En 1914 il est établi un deuxième chemin d'accès.
Après avoir été une simple halte sans personnel, elle retrouve le statut de gare avec guichet le 1er septembre 2014.

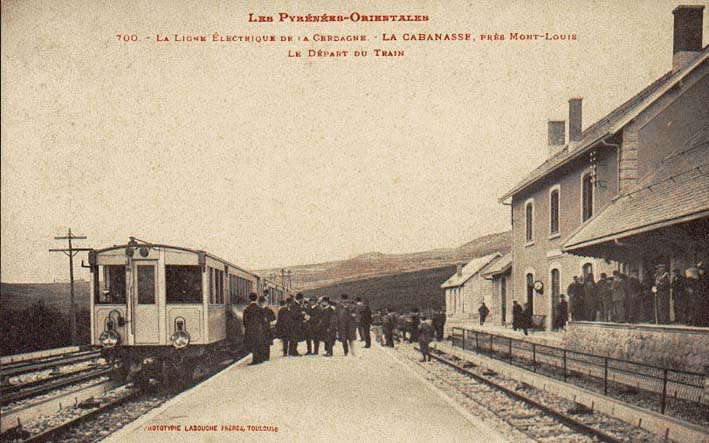
Années 1910.
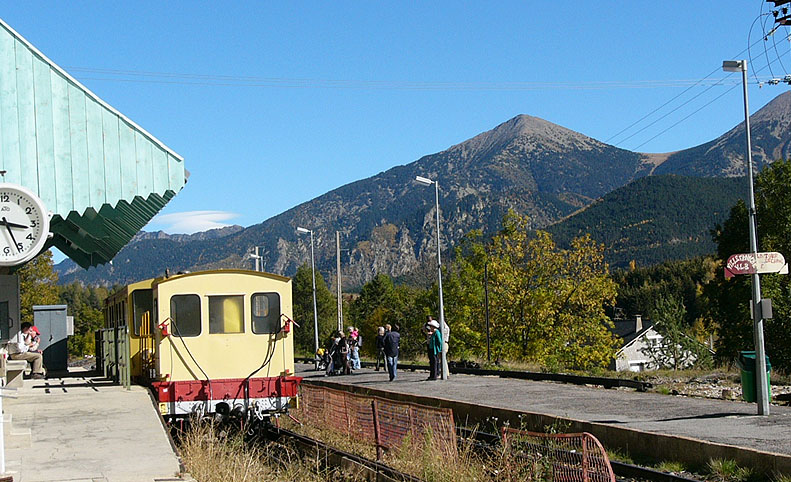
2009.
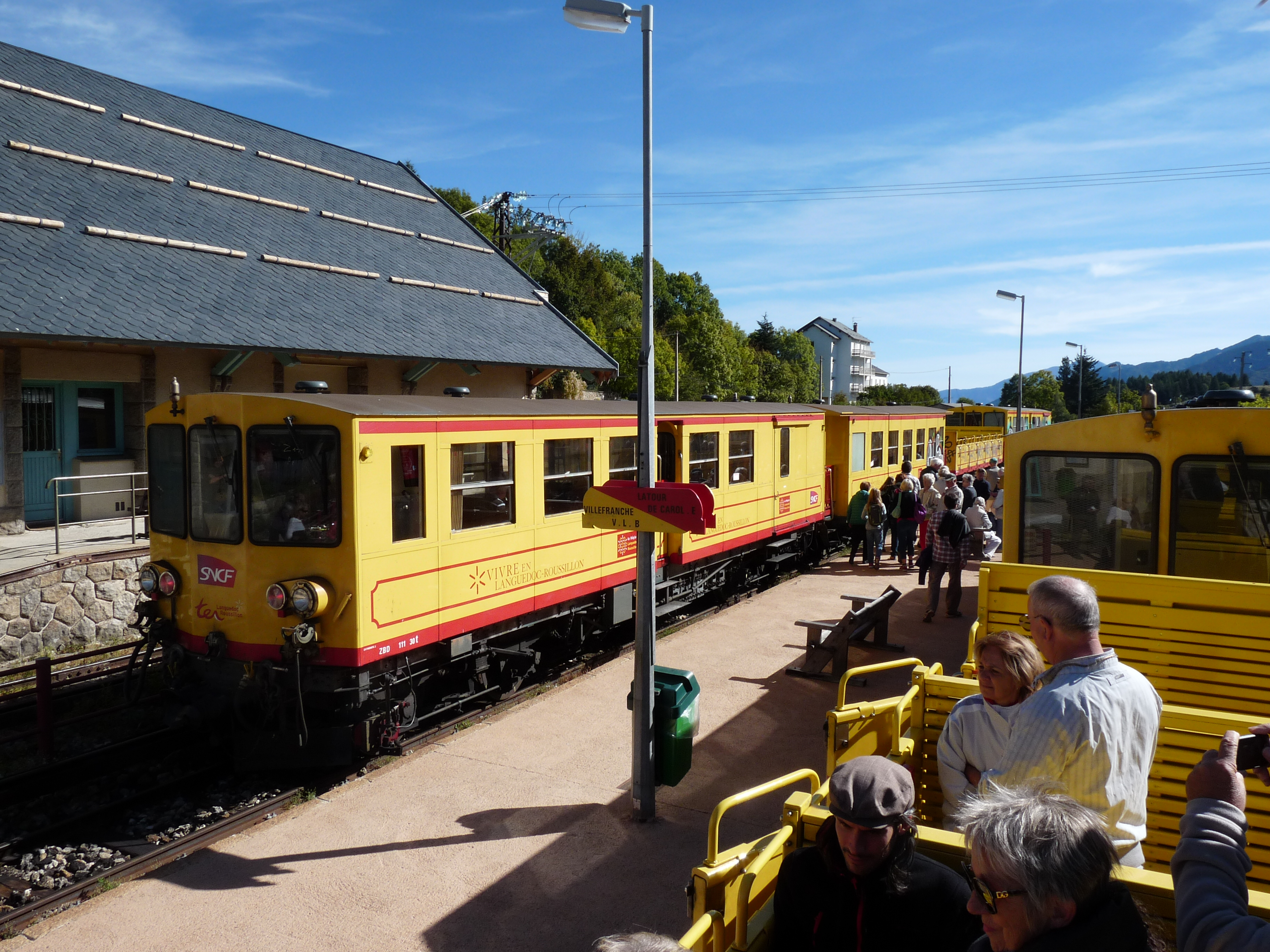
2015.

## Service des voyageurs

### Accueil

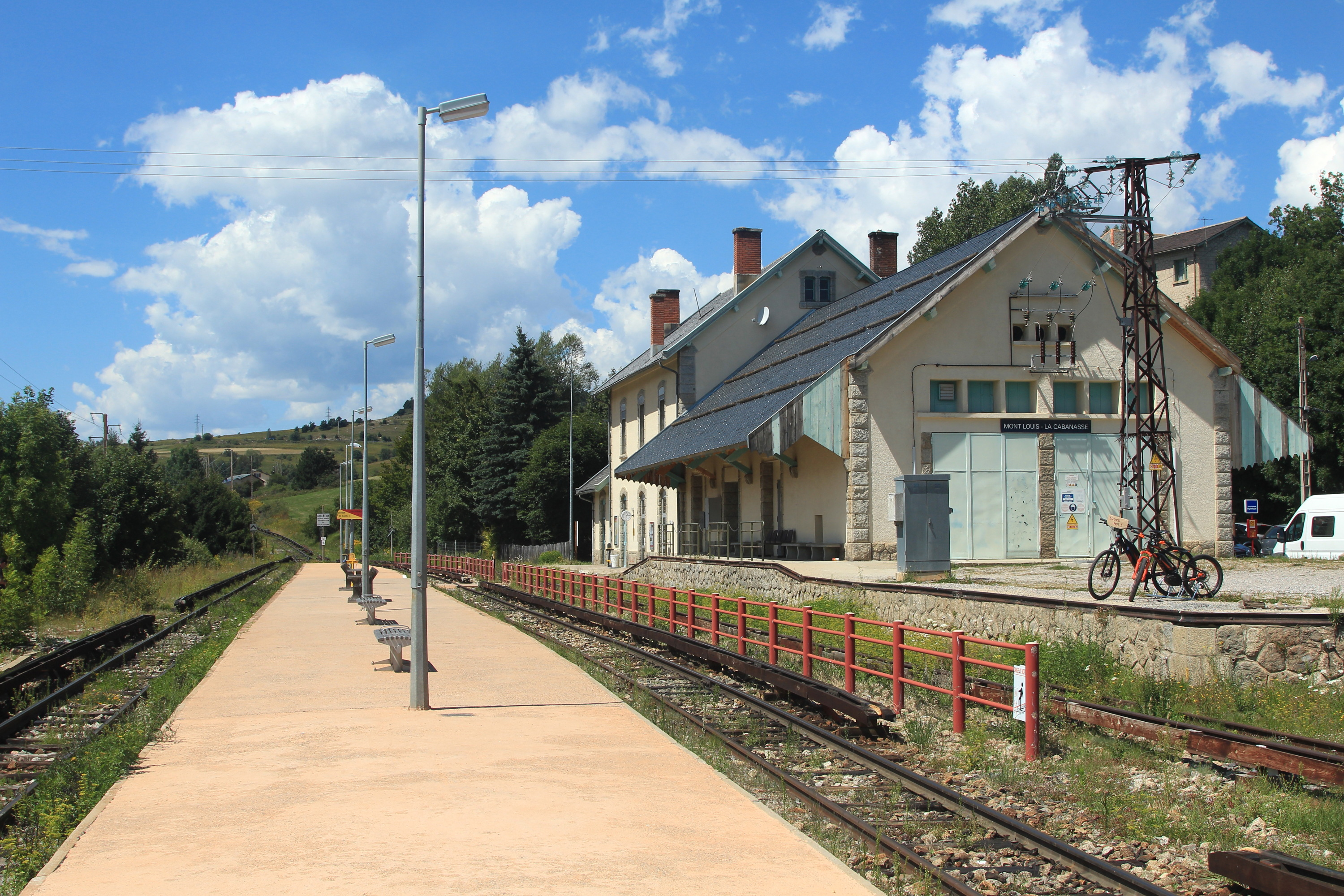
La gare vue en direction de Latour-de-Carol.

Gare SNCF, elle dispose d'un bâtiment voyageurs, avec un guichet, ouvert tous les jours.

### Desserte
Mont-Louis - La Cabanasse est desservie par des trains TER Occitanie (Train Jaune) qui effectuent des missions entre les gares de Villefranche - Vernet-les-Bains et de Latour-de-Carol - Enveitg.

### Intermodalité
Un parc pour les vélos et un parking pour les véhicules y sont aménagés. La ligne 561 du réseau liO dessert la gare.